# Lenovo Smart Assistant
Lenovo Smart Assistant是联想集团开发的內置Amazon Alexa的智能音箱。该设备在CES 2017上发布，并于2017年5月在美国發售。CES 2017上聯想还宣布了哈曼卡頓版本的智能音箱。Lenovo Smart Assistant內置亚马逊的Amazon Alexa，用戶可以通过Alexa配套应用控制設備。该设备的内部包括八个麦克风，一个W-Fi芯片，赛扬N3060处理器和一个大型扬声器。装置外壳为白色，扬声器上覆盖有灰色，绿色或橙色的编织层。